# Maurice Fitzgerald (rugby à XV)
Pour les articles homonymes, voir Maurice Fitzgerald et Fitzgerald.
Pas d'image ? Cliquez ici

a Compétitions nationales et continentales officielles uniquement.

b Matchs officiels uniquement.
Dernière mise à jour le 30 mars 2020.
Maurice Fitzgerald, né le 14 février 1976 à La Haye, est un joueur anglais de rugby à XV évoluant au poste de pilier.

## Biographie
Après avoir évolué à West Hartlepool, Maurice Fitzgerald rejoint le Biarritz olympique, promu en Elite 1 en 1996. Après un intermède à Richmond, il retourne au BO en 1999 et participe à la conquête de Challenge Yves-du-Manoir en 2000 et du Bouclier de Brennus en 2002. En mai 2004, il s'engage aux Harlequins.

## Carrière internationale
Après avoir été sélectionné en équipe d'Angleterre des moins de 21 ans, il dispute le Tournoi des VI Nations des équipes A en 2003.